# Louis-Alexandre Taschereau
Louis-Alexandre Taschereau (ur. 5 marca 1867, zm. 6 lipca 1952 w Sainte-Foy) – kanadyjski polityk, premier prowincji Quebec z ramienia Liberalnej Partii Quebecu.

## Życiorys
Tascherau urodził się 5 marca 1867 w ziemiańskiej (senioralnej) rodzinie frankofońskiej. Ojciec Louisa-Alexandre'a, Jean-Thomas Taschereau, był prawnikiem, członkiem składu sędziowskiego sądu najwyższego Quebecu. Młody Taschereau ukończył z wyróżnieniem prawo na Uniwersytecie Lavala. Praktykę rozpoczął w biurze adwokackim Charlesa Fitzpatricka i Simona-Napoleona Parenta. W czasie swej praktyki prawniczej, reprezentując duże przedsiębiorstwa przemysłowe, zaangażował się w zarządzanie. Zasiadał w radach nadzorczych wielu instytucji finansowych i ubezpieczeniowych.
Wprowadzony do partii liberalnej przez swego szefa, po raz pierwszy został wybrany do parlamentu w 1900 r. W 1907 został ministrem pracy w gabinecie Lomera Gouin. Z czasem wyrósł na jego najbliższego współpracownika i zastąpił go w 1920 na stanowisku szefa partii i premiera. Fotel premiera zachował do 1936. W czasie swego urzędowania dbał o rozwój gospodarki prowincji. Ponownie otworzył ją na inwestycje zagraniczne, powodując znaczny napływ kapitału amerykańskiego. Był pierwszym, który zwrócił uwagę na możliwości wykorzystania energii rzek na północy prowincji w celach energetycznych, inicjując tym samym szeroko zakrojony program budowy elektrowni wodnych. Stymulując rozwój rynku pracy, udało mu się zatamować znaczną emigrację do USA. W odpowiedzi na prohibicję w USA, utworzył komisję kontroli produkcji i sprzedaży alkoholu – Commission des liqueurs. Dynamicznie rozwijająca się gospodarka Quebecu została zahamowana w dobie wielkiego kryzysu. Rząd Taschereau, nie mając jasnej wizji zwalczania kryzysu, naraził się na krytykę tak konserwatystów, jak i frakcji wewnątrz partii liberalnej. Problemy gospodarcze oraz oskarżenia o nepotyzm i antyklerykalizm spowodowały gwałtowny spadek popularności premiera. Tarcia wewnątrzpartyjne spowodowały odejście znacznej liczby posłów liberalnych do nowo utworzonego klubu Akcja Narodowo-Liberalna, z którego, po dołączeniu doń części posłów konserwatywnych powstała nowa partia, Unia Narodowa. W 1936 Taschereau przekazał kierownictwo partii i rząd swemu następcy Adélardowi Godboutowi. Nie zahamowało to jednak negatywnego dla partii liberalnej trendu – w 1936 przegrała z kretesem wybory parlamentarne, zdobywając zaledwie 14 (na 90) mandatów i ustąpiła pola Unii Narodowej. W tych wyborach parlamentarnych Taschereau już nie wystąpił, kończąc trzydziestopięcioletni okres nieprzerwanego zasiadania w zgromadzeniu narodowym.
Po zakończeniu czynnej działalności politycznej nie zrezygnował z udziału życiu społecznym. Pełnił wiele zaszczytnych funkcji, między innymi w Czerwonym Krzyżu oraz w innych stowarzyszeniach społecznych, kulturalnych i religijnych. Otrzymał doktorat honorowy uniwersytetu w Laval. Otrzymał brytyjskie szlachectwo oraz francuską Legię Honorową. Zasiadał także w Senacie.
Zmarł 6 lipca 1952. Pochowany w Sainte-Foy, na cmentarzu Our-Lady-of-Belmont.